# Eulepidotis magica
Eulepidotis magica là một loài bướm đêm trong họ Erebidae.